# Massospondylus
Massospondylus este un dinozaur prosauropod de dimensiuni foarte mari, descoperit în 1854. Massospondylus a trăit în urmă cu circa 183-200 milioane de ani.